# Silent Duel
Silent Duel är det engelska namnet på en albansk film från 1967 i regi av Dhimiter Anagnosti.

## Rollista (i urval)
- Rikard Ljarja - Marinari ,Skënder Guri
- Reshat Arbana
- Eglantina Kume
- Ndrek Luca